# Schleißheim
Schleißheim – gmina w Austrii, w kraju związkowym Górna Austria, w powiecie Wels-Land. Według Austriackiego Urzędu Statystycznego liczyła 1297 mieszkańców (1 stycznia 2015).